# Antigua estación de Estrasburgo
La antigua estación de Estrasburgo, a veces llamada estación de Marais-Vert, fue una estación ferroviaria situada en las proximidades del centro de Estrasburgo. Construida como término de la línea de París a Estrasburgo en 1854, fue clausurada en los años 1880, y utilizada como mercado cubierto de la ciudad antes de ser destruida a principios de los años 1970.
Este emplazamiento alberga actualmente el centro comercial Place des Halles.

## Historia

### El apeadero de Estrasburgo (1841-1846)
El apeadero provisional de Koenigshoffen, en el exterior de las fortificaciones de Estrasburgo, entró en servicio el 1 de mayo de 1841 por la Compañía del ferrocarril de Estrasburgo a Basilea cuando se abrió el tramo de Estrasburgo (Koenigshoffen) a Benfeld de su futura línea de Estrasburgo a Basilea

### La antigua estación de Estrasburgo (1846-1883)
El apeadero de Koenigshoffen no era céntrico y se hallaba en el extrarradio de la ciudad, por lo que pronto se decidió construir una nueva estación. Sería en las proximidades del Marais-Vert, siendo el lugar seleccionado al norte del foso del falso muro entre los suburbios de Saverne y de Pierre.
La estación se trasladó entonces en julio de 1846, realizándose para ello un túnel mediante la perforación en los muros de Vauban. Sin embargo, el edificio de viajeros aún no estaba construido. 
La línea de París a Estrasburgo fue inaugurada el 18 de julio de 1852. Con este motivo, la estación fue inaugurada por Louis-Napoléon Bonaparte aunque los trabajos no estaban totalmente terminados (hasta 1854 no se completó el edificio).
La estación fue construida siguiendo el modelo de edificios parisinos de terminales, situado al borde del foso del Falso Muro sobre el muelle Kléber con el fin de facilitar el transporte de mercancías que se efectuaba más por vía fluvial gracias a los grandes portones de esta época.
La estación abrirá rápidamente el país a la Europa central desde 1861 con la realización del puente ferroviario sobre el Rin y de la primera línea en Kehl.

La antigua estación en el s.XIX
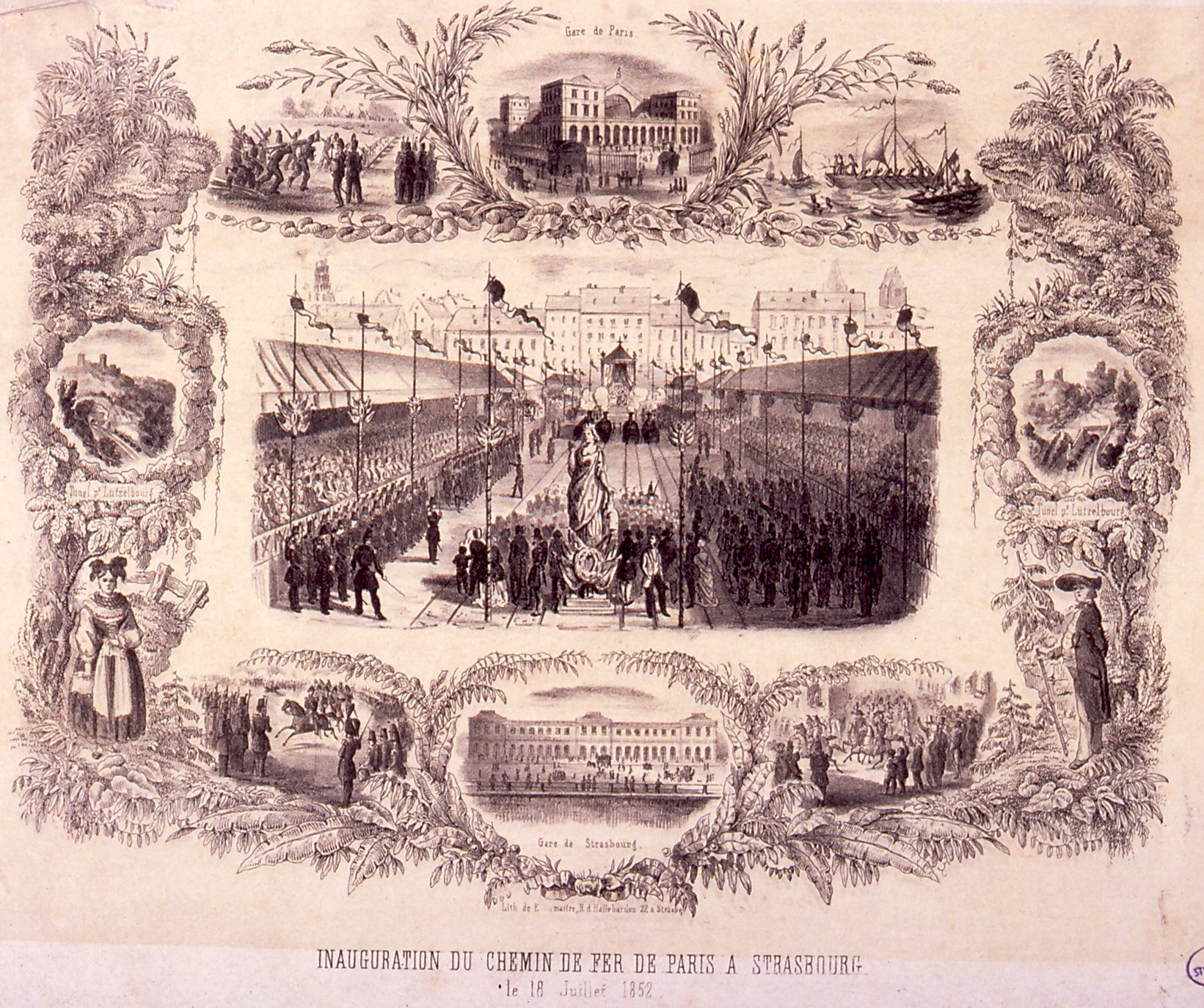
Inauguración de la línea París-Estrasburgo, 18 de julio de 1852.
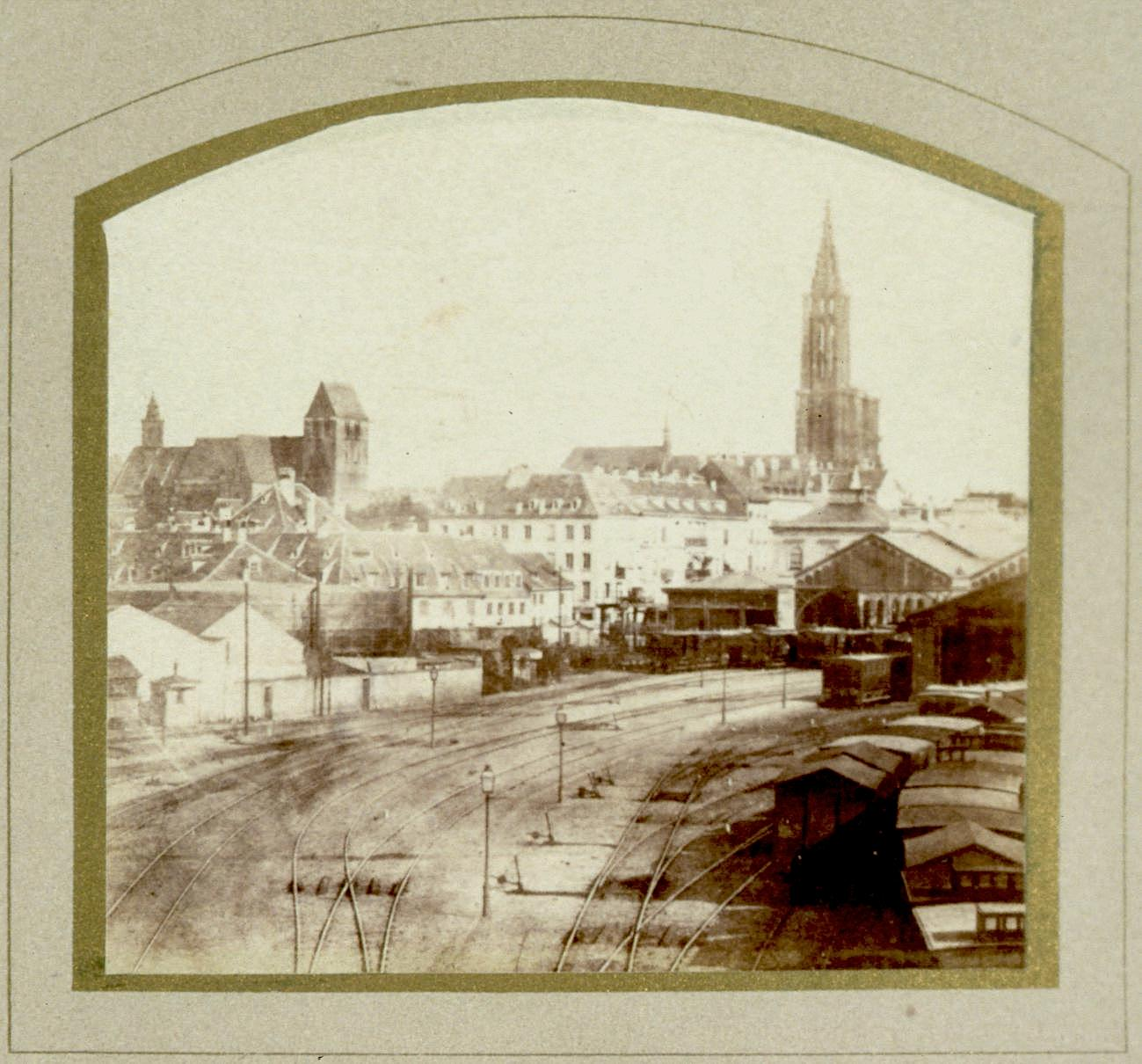
La antigua estación de Estrasburgo, vista general en 1869. – Coll. Biblioteca nacional y universidad de Estrasburgo.
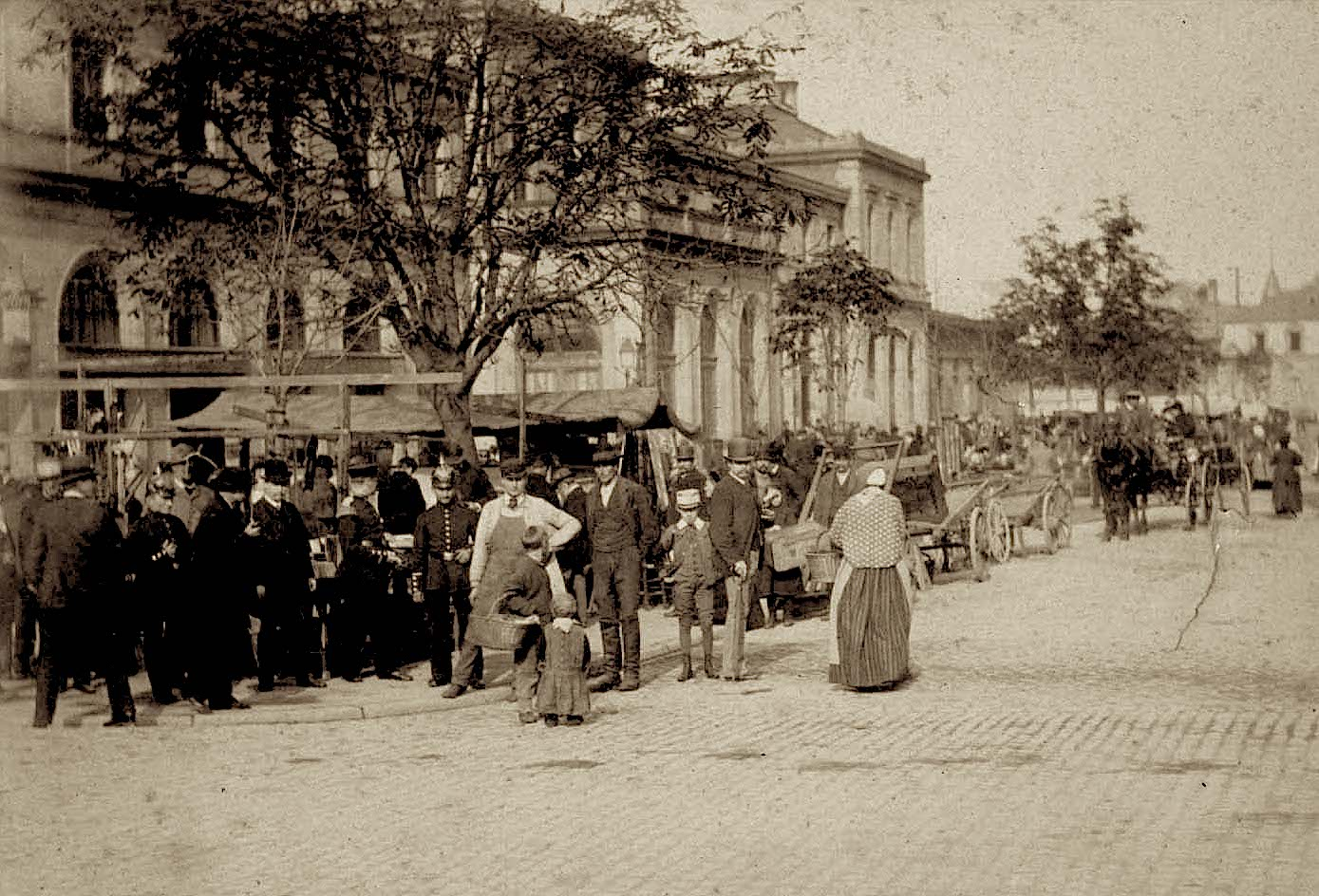
Mercado de viejo en la calle Sébastopol, en 1885. – Coll. Biblioteca nacional y universidad de Estrasburgo.

La estación resultó en gran medida dañada por los bombardeos de la guerra franco-prusiana de 1870.
Alsacia-Mosela es anexionada y Estrasburgo pasa a ser la capital del Territorio Imperial de Alsacia y Lorena. Los autoridades alemanas lanzan entonces un vasto plan de urbanismo que va a permitir a la ciudad triplicar su superficie (véase Neustadt (Estrasburgo)). Una nueva estación entra en servicio en 1878 con el fin de reemplazar la antigua que se había vuelto demasiado pequeña. 
La nueva estación (que es la estación actual de Estrasburgo) se inaugura en agosto de 1883. El edificio del muelle Kléber pierde así la función por la que había sido edificado. 
La antigua estación es entonces transformada en mercado cubierto popular por los habitantes de la ciudad. El puente de la estación, situado a continuación del edificio, recibe el nombre de puente del Mercado que ostenta aún a día de hoy.

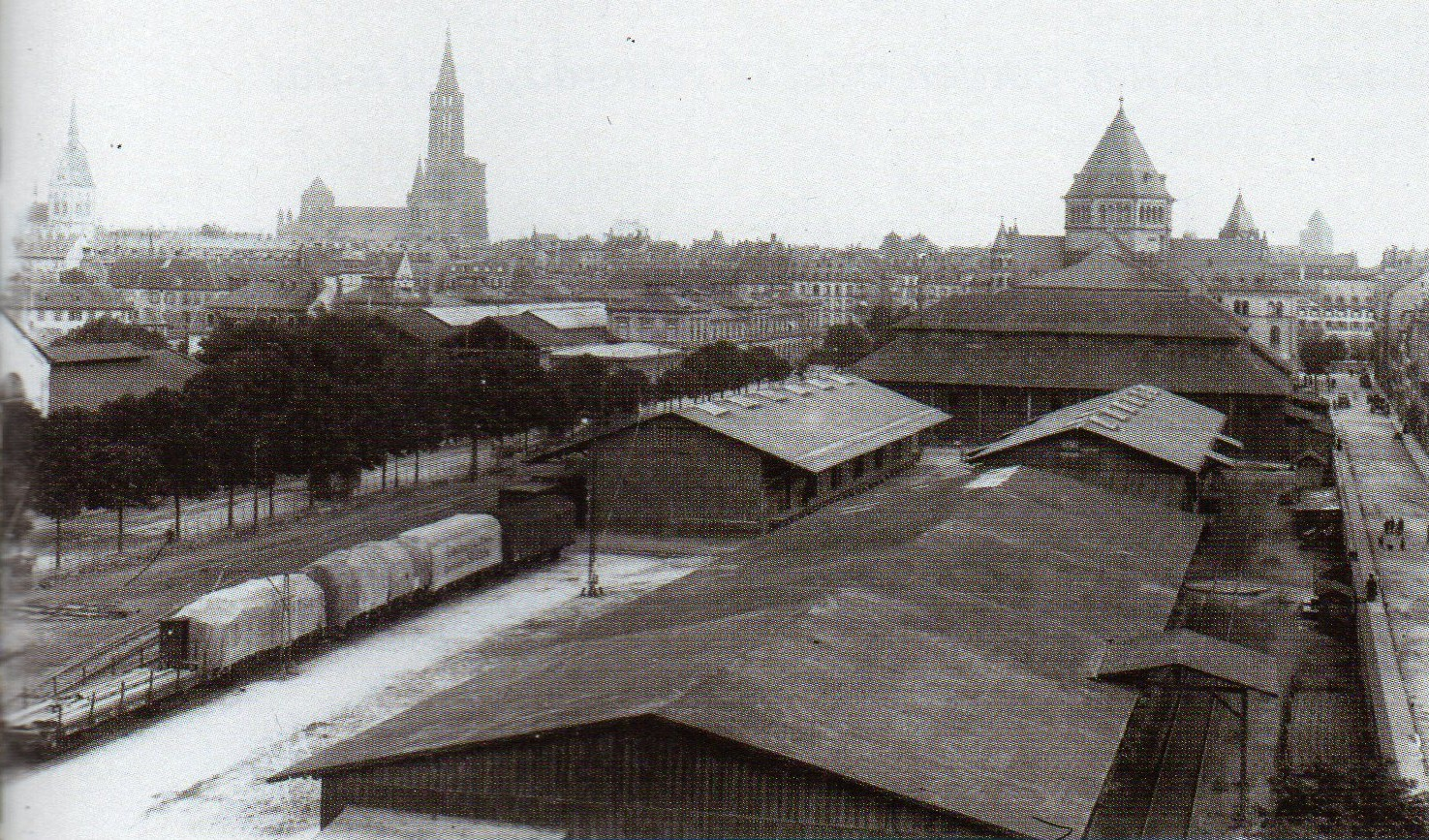
Trasera de la antigua estación de Estrasburgo, vista desde el actual bulevar Wilson.

Las actividades ferroviarias se mantuvieron con los trenes de mercancías que servían principalmente al nuevo mercado. El sitio es integrado en el complejo ferroviario de Estrasburgo en tanto que la antigua estación fue unida a las líneas principales.
El buffet de la estación permanece en sus locales de origen y es profusamente frecuentado por rebeldes entre 1940 y 1944.
Desde los años 1950 en adelante la estación es usada frecuentemente como un mercado similar al realizado en la calle Sébastopol desde sus orígenes. 
El 18 de octubre de 1952, con motivo de la celebración del centenario de la línea París-Estrasburgo se lleva a cabo una gran exposición con material ferroviario de época.
El mercado cubierto es cerrado en 1973. A pesar de una virulenta campaña de protesta de la población estrasburguesa, el edificio es finalmente destruido a lo largo del año 1974, siendo reemplazado por el vasto complejo comercial Place des Halles.
Respecto a este tema, el historiador de Estrasburgo Georges Foessel escribió que 

La demolición del inmueble será para Estrasburgo uno de Los Treinta Gloriosos errores

.
La pequeña calle que conecta la calle du Marais Vert y la calle de Halles, entre la parte posterior del centro comercial y el aparcamiento Wilson, ha sido nombrada calle de l'Ancienne Gare para recordar la historia del emplazamiento.
Los medallones representan los escudos de diferentes ciudades que se encontraban sobre la fachada del edificio que fueron conservados y se encuentran hoy sobre el muro a continuación del muelle Kléber.

Escudos de las ciudades atravesadas por la línea París-Estrasburgo-Basilea
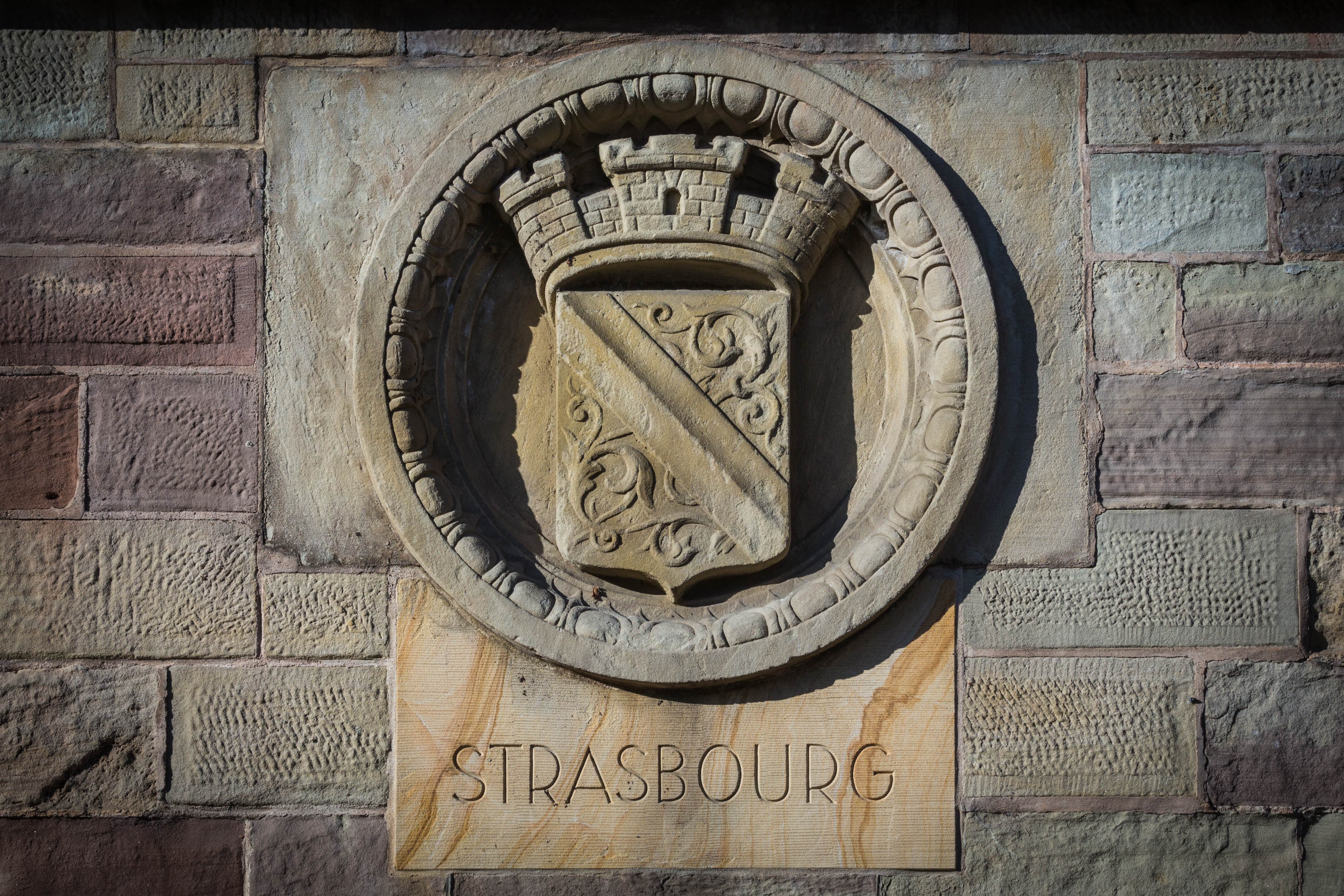
Ciudad de Estrasburgo
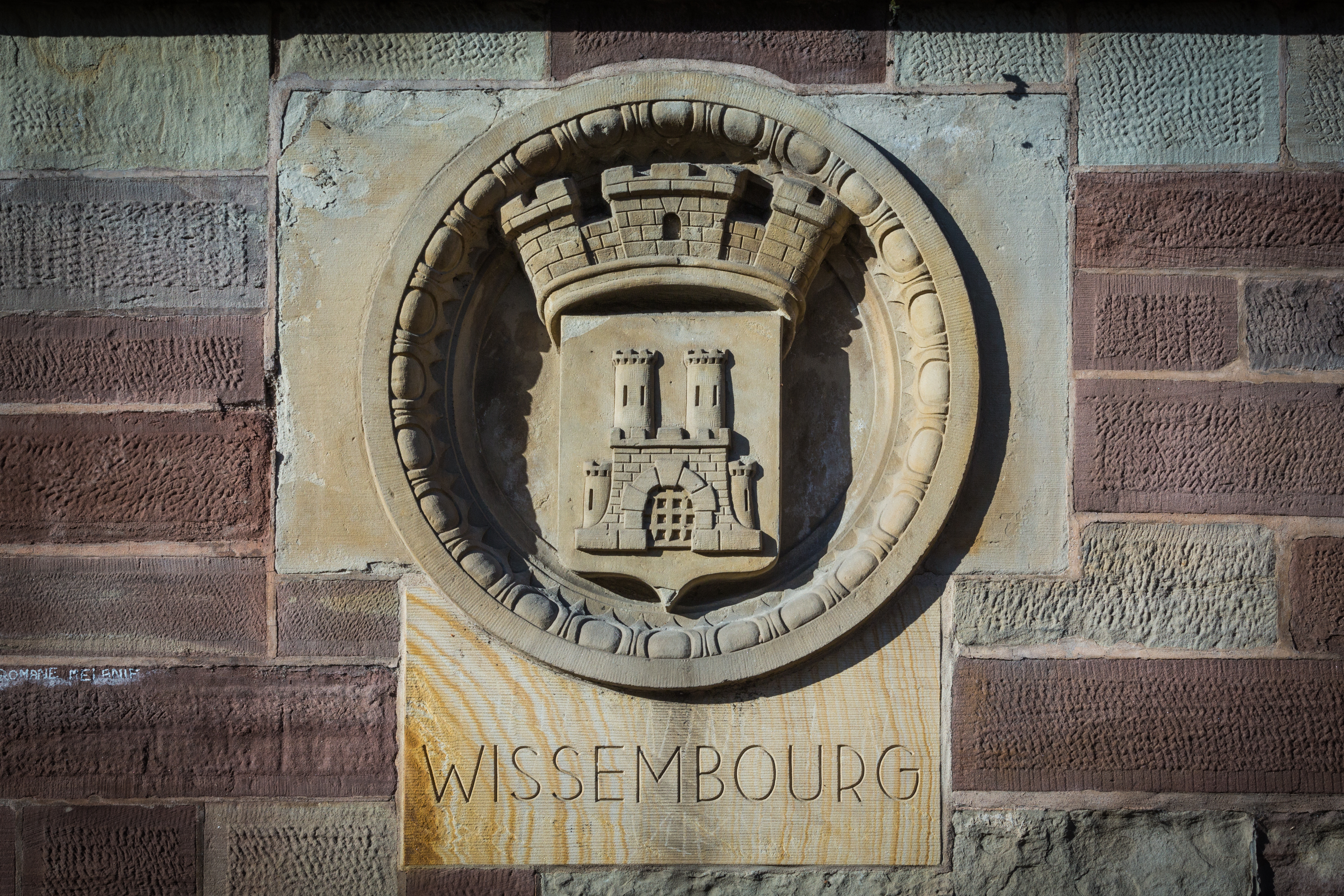
Ciudad de Wissembourg
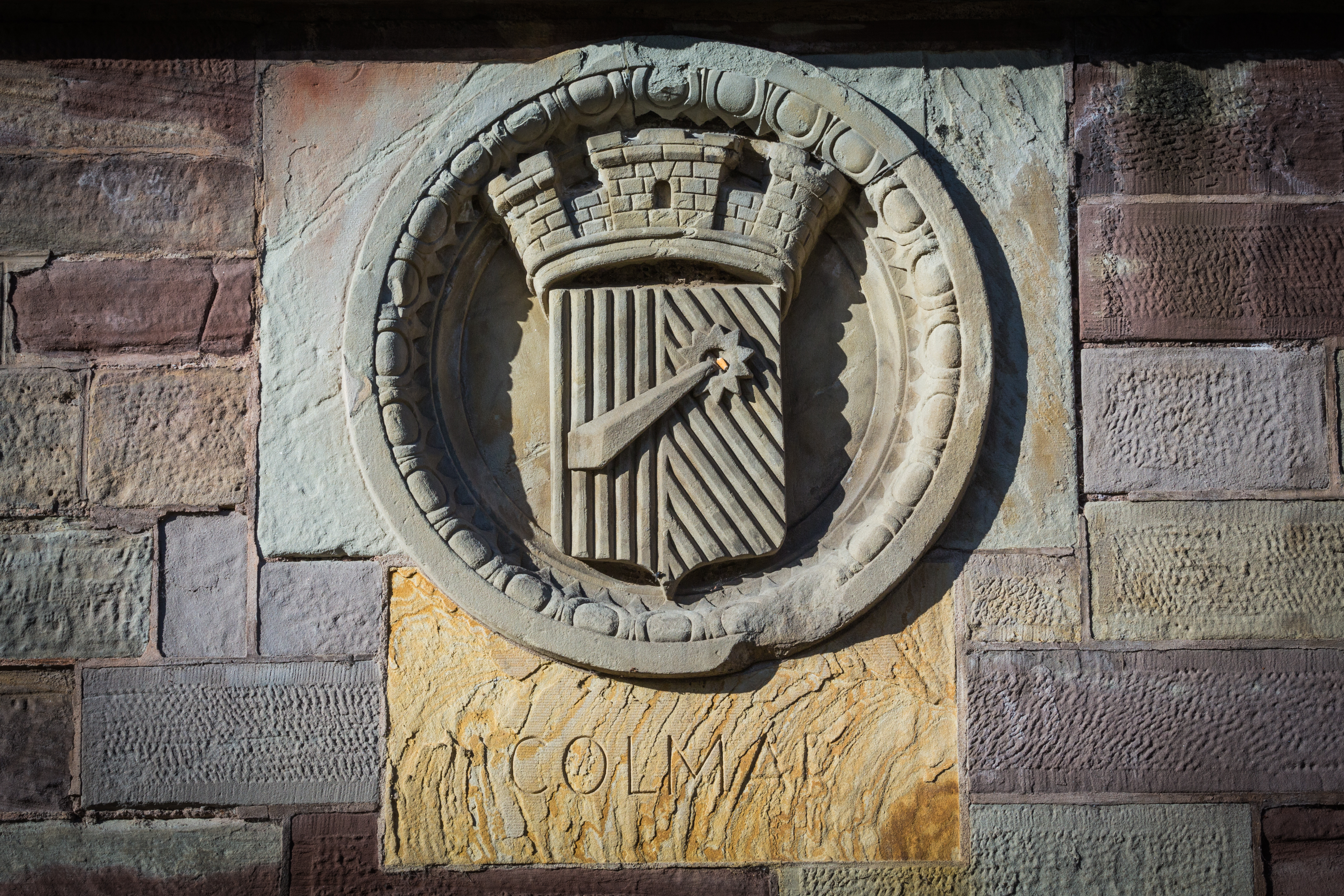
Ciudad de Colmar
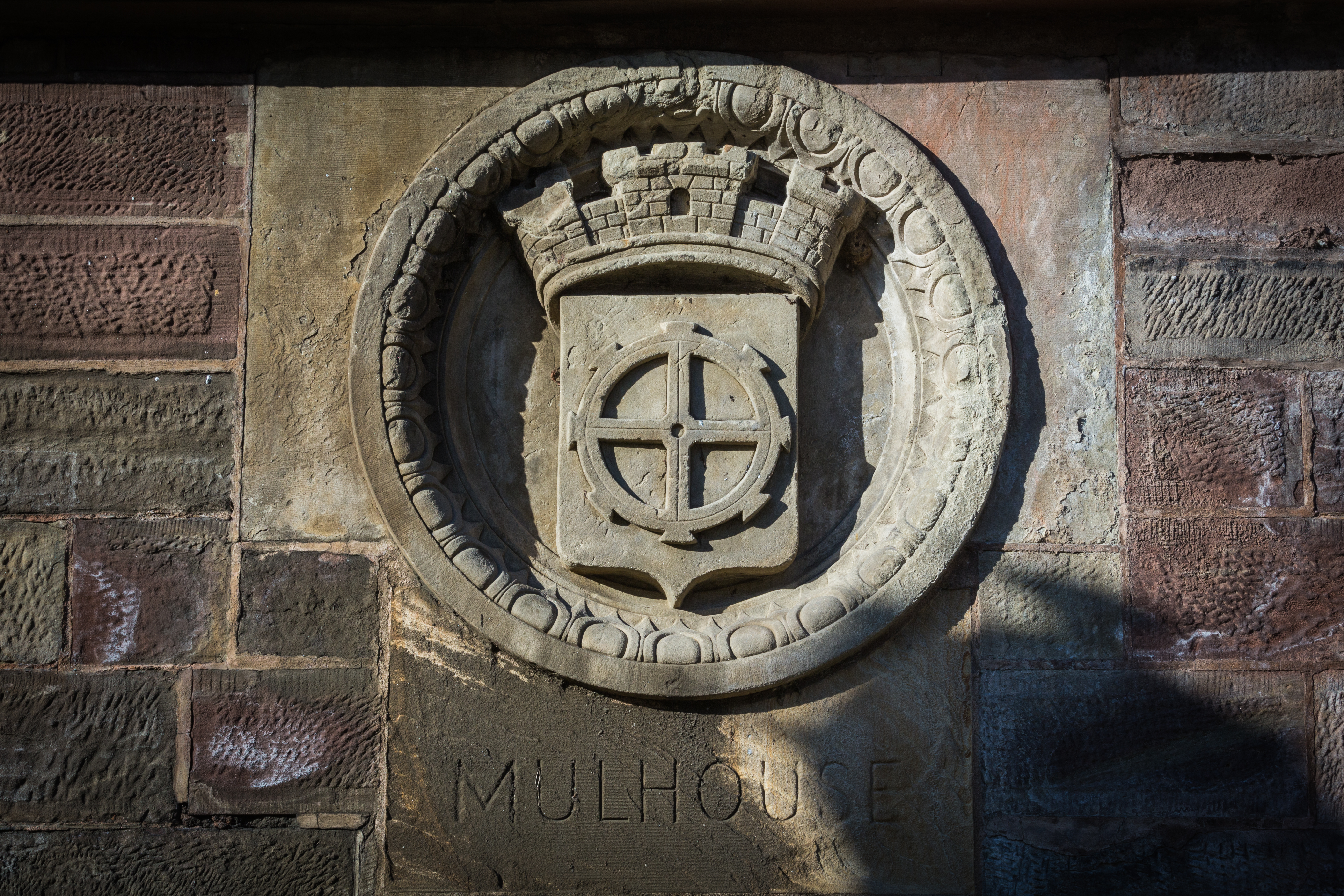
Ciudad de Mulhouse
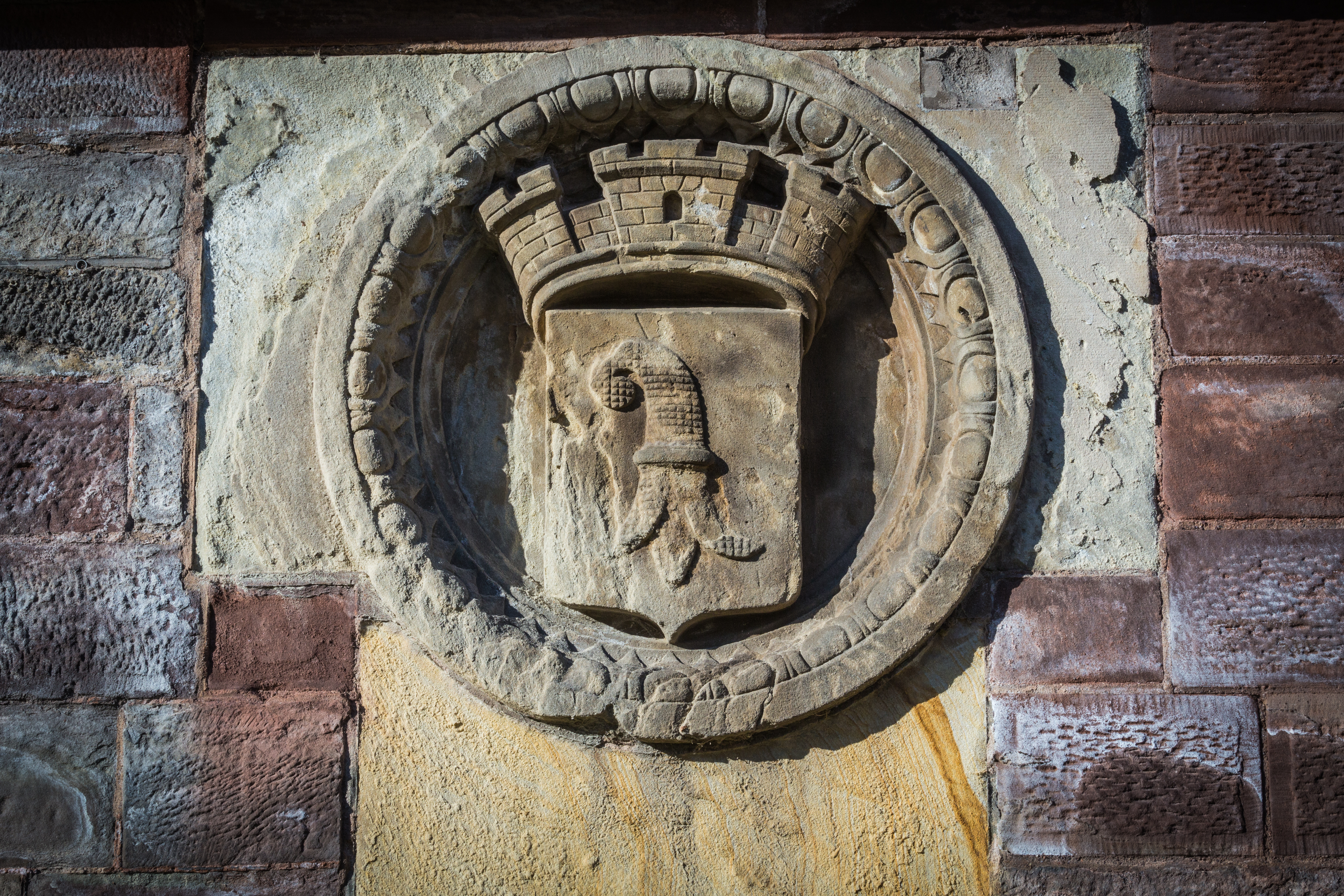
Ciudad de Basilea
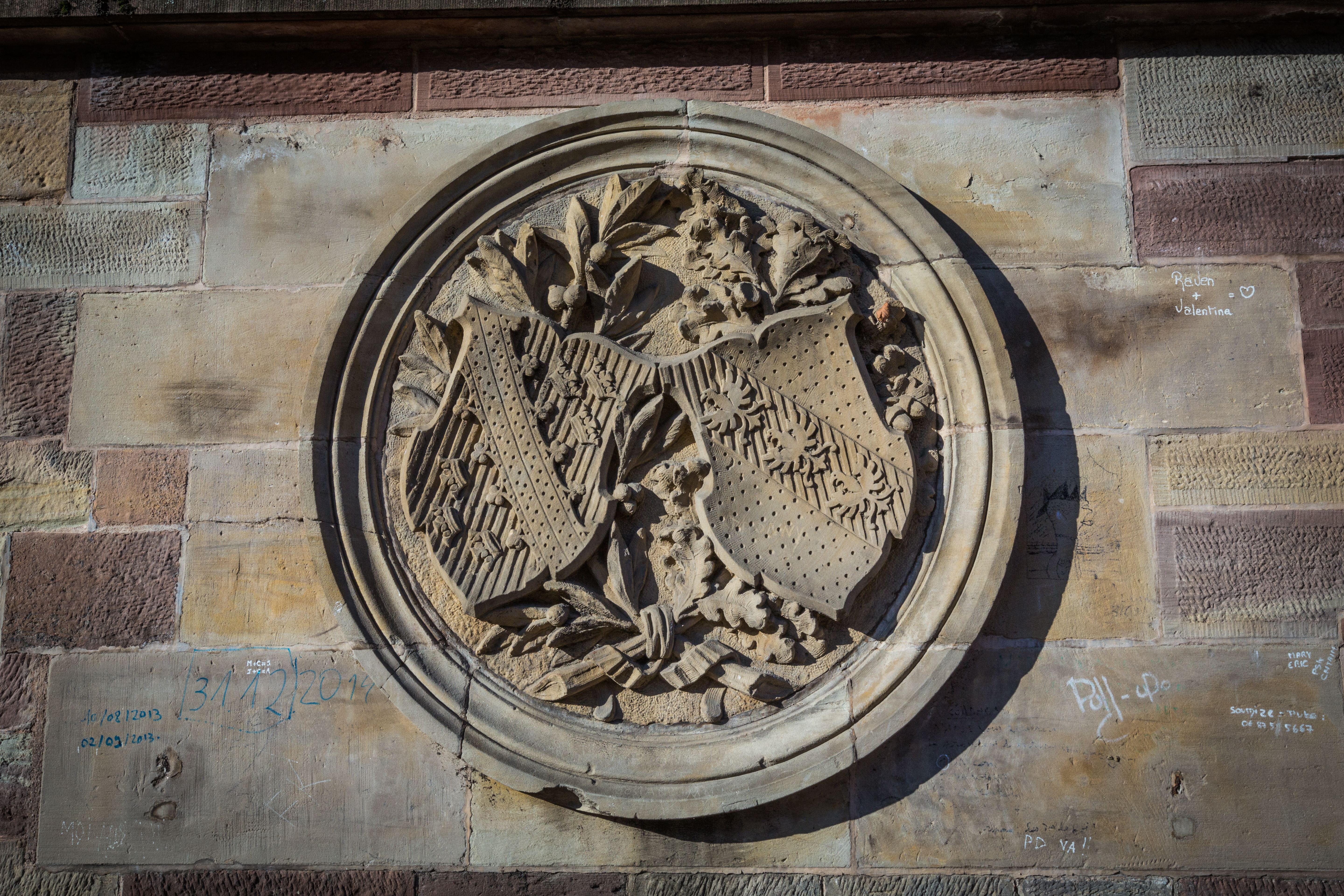
Provincia de Alsacia-Lorena
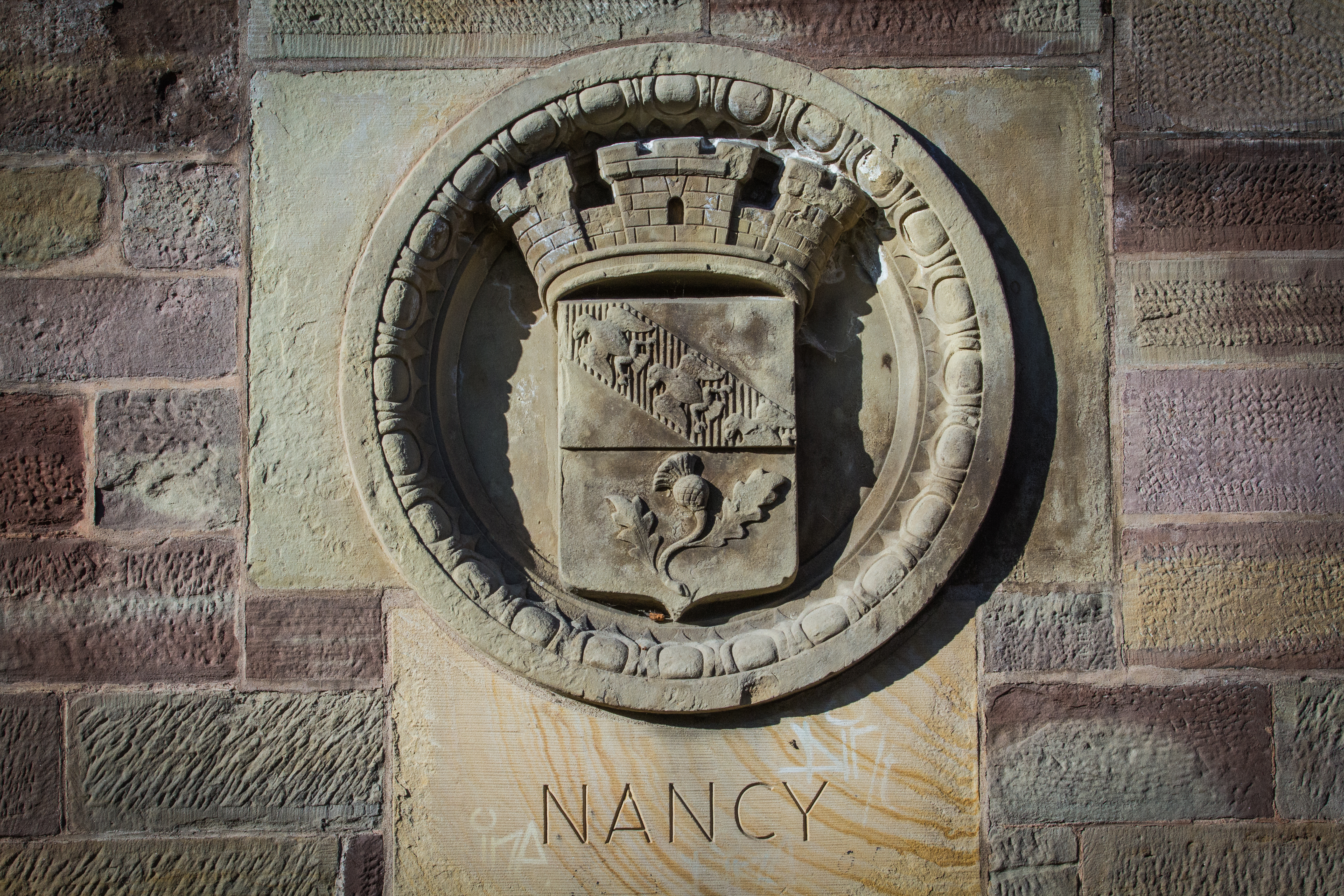
Ciudad de Nancy
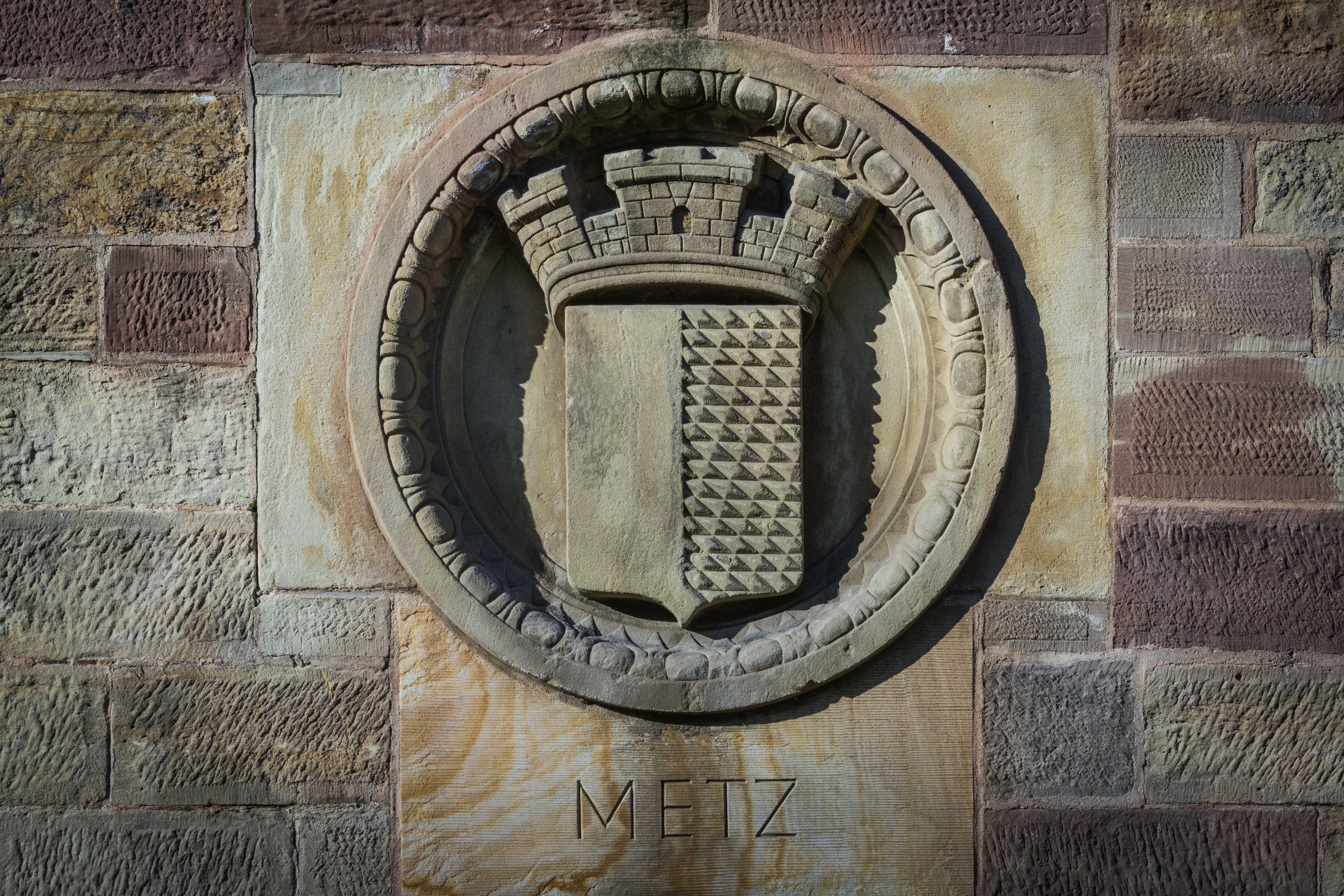
Ciudad de Metz
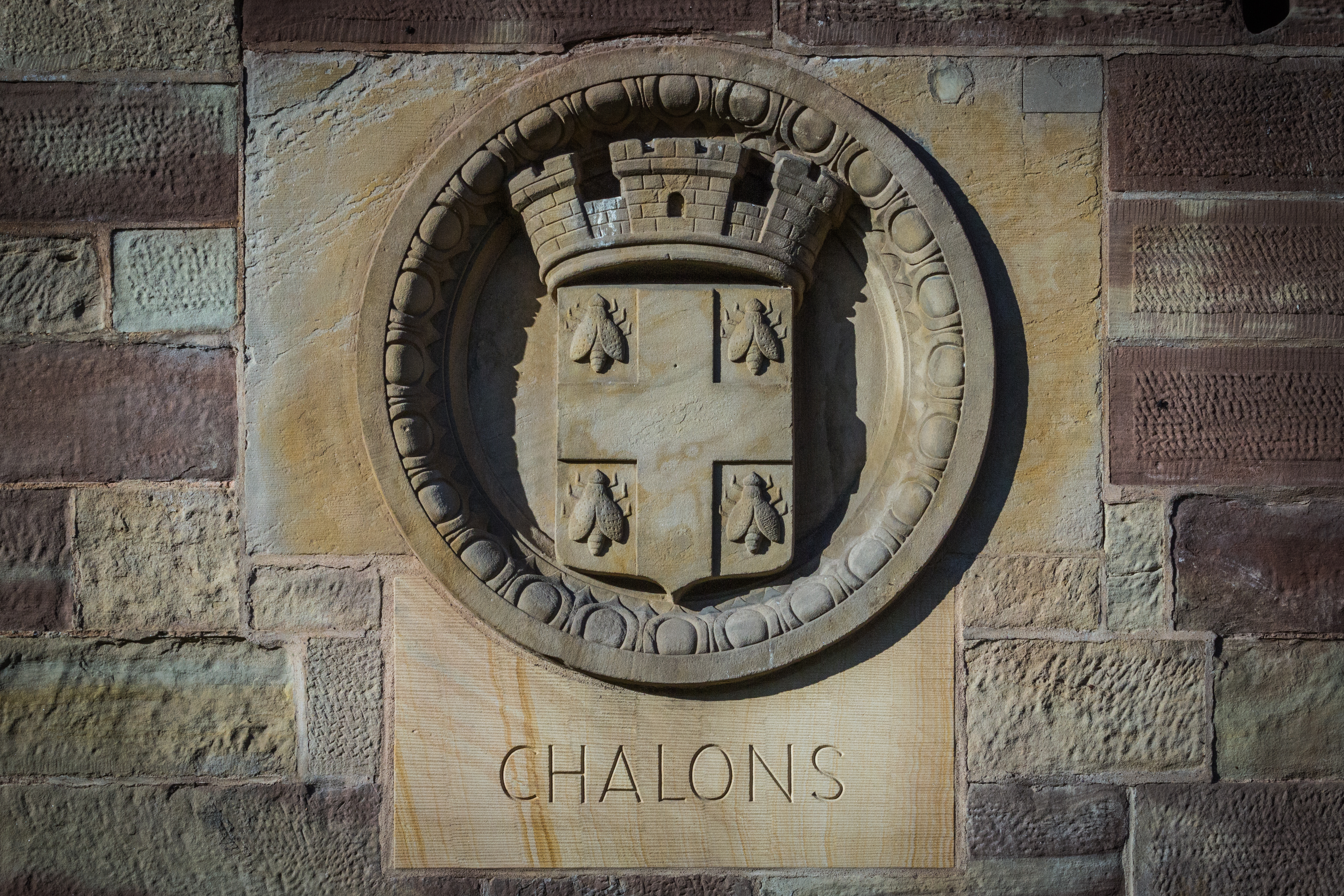
Ciudad de Châlons
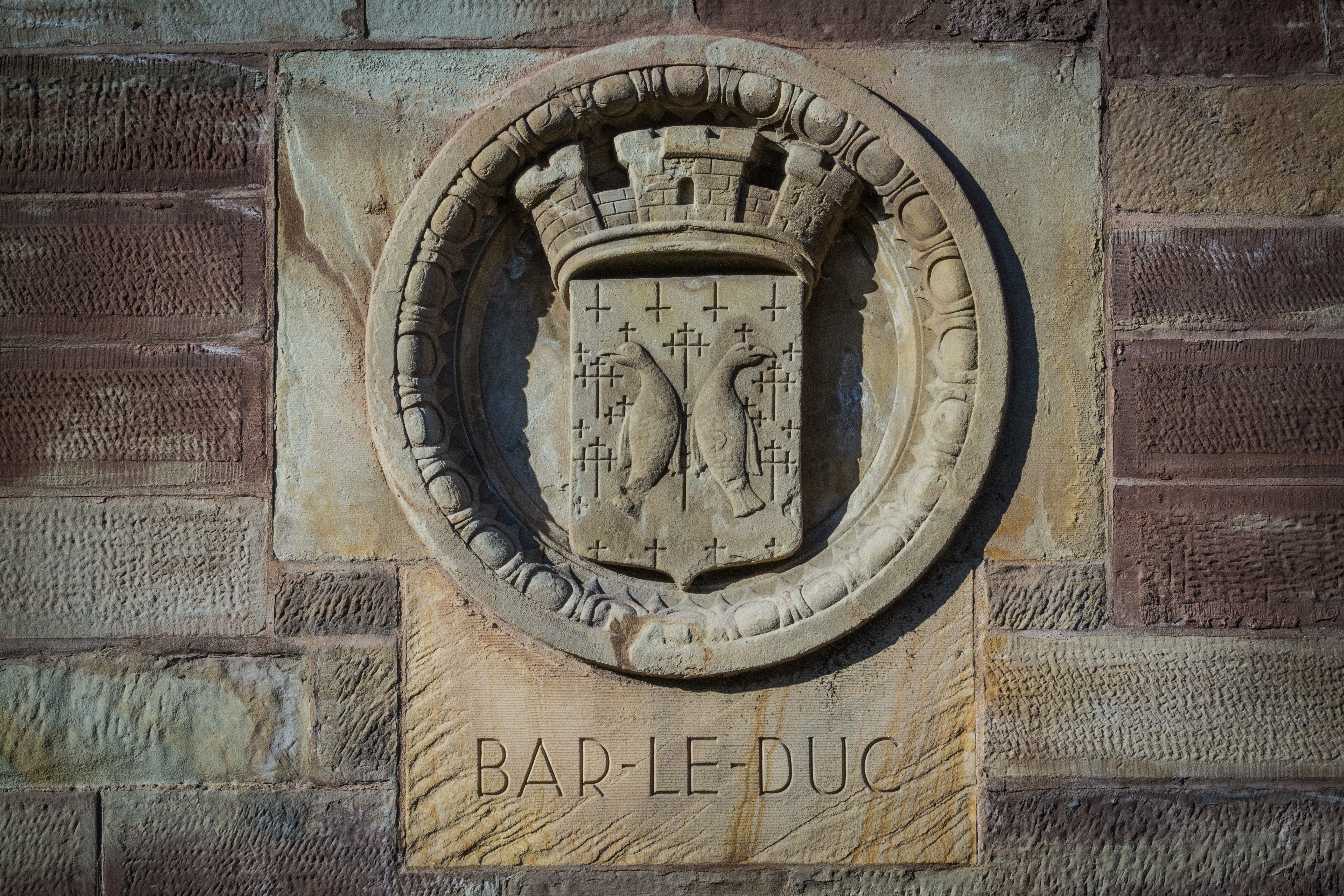
Ciudad de Bar-le-Duc
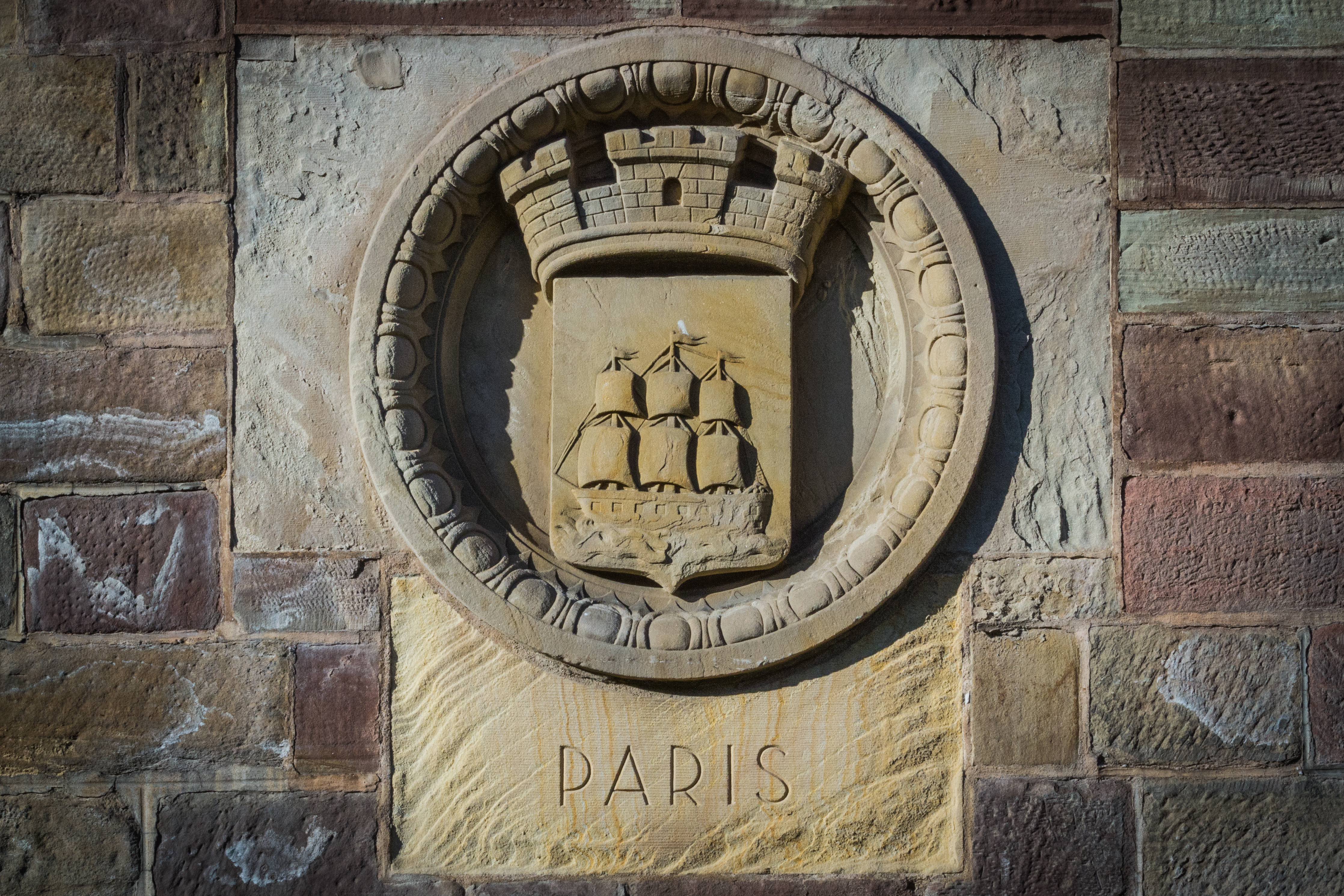
Ciudad de París